# Peter Wolf (Schauspieler)
Peter Wolf (* 4. Juni 1965 in Wien) ist ein österreichischer Schauspieler, Dramaturg und Produzent.

## Künstlerische Laufbahn
Peter Wolf lernte am Max-Reinhardt-Seminar in Wien bei Karlheinz Hackl. Nach seinem ersten großen Erfolg in der freien Theatergruppe Beinhardt-Ensemble als Moritz Stiefel in Frühlings Erwachen von Frank Wedekind unter der Regie von Meret Barz im Jahr 1986 engagierte ihn Achim Benning an das Burgtheater in Wien. Im gleichen Jahr holten ihn Boy Gobert und Ernst Wendt an das Theater in der Josefstadt.
Es folgten Engagements am Schauspiel Bonn, am Nationaltheater Mannheim, am Theater Basel unter Frank Baumbauer und am Staatstheater Hannover bei Ulrich Khuon. 1996 kam er zum Schauspiel Köln, wo er mit Hans Kresnik und Hans Michael Rehberg arbeitete, und 1999 an das Deutsche Schauspielhaus in Hamburg.
2000 ging er an das Staatstheater Stuttgart unter Friedrich Schirmer. Dort spielte er in der Regie von Jacqueline Kornmüller Orest in Elektra von Hugo von Hofmannsthal, Don Juan in Don Juan kommt aus dem Krieg von Ödön von Horváth und den Monolog La nuit juste avant les forêts von Bernard-Marie Koltès, mit dem er zum Tschechow-Theaterfestival in Moskau eingeladen wurde. In dieser Zeit arbeitete Wolf mit Johan Simons, Elias Perrig und Jacqueline Kornmüller zusammen.
Seit 2005 lebt Peter Wolf in Wien und gastiert zeitweise am Deutschen Schauspielhaus in Hamburg, wo er in der Regie von Jacqueline Kornmüller den Azdak in Der Kaukasische Kreidekreis und Leonhard in Maria Magdalena spielt. Er inszeniert in Linz das Stück Bandscheibenvorfall von Ingrid Lausund. Er gründet die Gruppe „Wenn es soweit ist“ und initiiert mehrere Projekte: Pessoa Lounge 01 Pessoa, Josephinum 02 Über den Tod.
2010 spielte er in Joshua Sobols Polydrama „Alma – A Show Biz ans Ende“ in Wien den Maler Gustav Klimt (Regie: Paulus Manker). Er produziert das Projekt Ganymed Boarding im Kunsthistorischen Museum Wien, wofür er gemeinsam mit Jacqueline Kornmüller 2011 den Kunstpreis der Bank Austria erhält und mit dem Nestroypreis in der Kategorie Beste Off Produktion ausgezeichnet wird. 2011 produziert er das Projekt Die Reise – ein Projekt für 30 MigrantInnen von Jacqueline Kornmüller.

## Produktionen
- 2009 Pessoa Lounge 01 Pessoa, Wien
- 2010 Josephinum 02 Über den Tod, Wien
- 2010 Ganymed Boarding, Kunsthistorisches Museum, Wien
- 2011 play ganymed Kunsthistorisches Museum, Wien
- 2011 „Die Reise – ein Projekt für 30 MigrantInnen von Jacqueline Kornmüller“
- 2013–2014: Ganymed goes Europe, eine Koproduktion des Nationalmuseums Wrocław, des Museums der Schönen Künste Budapest, des Kunsthistorischen Museums Wien und wenn es soweit ist
- 2015: „Die Botschaft von Kambodscha“ von Zadie Smith, Jörgerbad Wien
- 2015: „Ganymed Dreaming“ Kunsthistorisches Museum, Wien
- 2016: Muzeum Marzen, Nationalmuseum, Breslau
- 2016: Im Herzen der Demokratie, Österreichisches Parlament, Wien[1]

## Repertoire
- Schweizerkas in Mutter Courage und ihre Kinder von Bertolt Brecht
- Moritz Stiefel in Frühlingserwachen von Frank Wedekind
- Ruprecht in Der zerbrochne Krug von Heinrich von Kleist
- Prinz Friedrich in Prinz Friedrich von Homburg von Heinrich von Kleist
- Woyzeck in Woyzeck von Georg Büchner
- Erich in Katzelmacher von Rainer Werner Fassbinder
- Graf von Strahl in Das Käthchen von Heilbronn von Heinrich von Kleist
- Galy Gay in Mann ist Mann von Bertolt Brecht
- Meroe und Psychiater in Leni Riefenstahl
- Eine Rolle in Ein Sportstück von Elfriede Jelinek
- Monolog Die Nacht kurz vor den Wäldern von Bernard Marie Koltès
- Orest in Elektra von Hugo von Hofmannsthal
- Don Juan in Don Juan kommt aus dem Krieg von Ödön von Horváth
- Leonhard in Maria Magdalena von Friedrich Hebbel
- Azdak und Sänger in  Der kaukasische Kreidekreis von Bertolt Brecht

## Filme
- 2001: Mondscheintarif. Kino, Regie: Ralf Hüttner
- 2003: Morgen früh ist die Nacht rum. SWR, Regie: Sebastian Grobler
- 2005: Zeppelin! Kino, Regie: Gordian Maugg
- 2006: Heinrich Heine Biografie. Arte, Regie: Gordian Maugg
- 2007: Elvis und der Kommissar. ARD-Serie, Regie: Ulrich Zrenner
- 2007: Soko Kitzbühel. ZDF-Serie, Regie: Fabian Eder
- 2008: Koražs Hochzeit. ZDF, Regie: Hermine Huntgeburth
- 2008: Unter Verdacht. ZDF, Regie: Achim von Borries
- 2008: Bella Block. ZDF-Reihe, Regie: Markus Imboden
- 2008: Hanna und die Bankräuber. BR Kino, Regie: Carolin Otterbach
- 2009: Tatort Köln Rabenherz. WDR/ARD, Regie: Thorsten C. Fischer
- 2009: Nah und fern. Filmakademie Wien, Regie: Jasmina Eleta
- 2009: Black Death. Kino, Regie: Christopher Smith
- 2012: Rommel SWR/ARD, Regie: Niki Stein
- 2017: Kommissarin Lucas – Familiengeheimnis. ZDF-Reihe, Regie: Ralf Huettner

## Hörbücher (Auswahl)
- Jon Berkeley: Das gestohlene Lachen. GoyaLIT. ISBN 978-3-8337-1909-7.
- Peter Härtling: Das ausgestellte Kind. Mit Familie Mozart unterwegs. GoyaLIT. ISBN 3-8337-1865-X.
- Mira Lobe: Das Schlossgespenst. GoyaLIT. ISBN 978-3-8337-2139-7.
- Geraldine McCaughrean: Peter Pan und der rote Pirat. GoyaLIT. ISBN 978-3-8337-1832-8.
- Peter Schwindt: Gwydion. Merlins Vermächtnis. GoyaLIT. ISBN 978-3-8337-2049-9.
- Peter Schwindt: Gwydion. König Arturs Verrat. GoyaLIT. ISBN 978-3-8337-1951-6.
- Peter Schwindt: Gwydion. Die Macht des Grals. GoyaLIT. ISBN 978-3-8337-1796-3.
- Peter Schwindt: Gwydion. Der Weg nach Camelot. GoyaLIT. ISBN 978-3-8337-1659-1.

## Hörspiele
- 2004: Annelies Tock: Blume im Wind (John) – Regie: Iris Drögekamp (Kinderhörspiel – SWR)

## Auszeichnungen
- 2010: Kunstpreis der Bank Austria in der Sparte „Kunstvermittlung“ für Ganymed boarding
- 2011: Nestroypreis in der Kategorie „Beste Off Produktion“ für Ganymed boarding
- 2014: Kritikusok Dija für Ganymed goes Europe, Budapest
- 2015: Staatspreis für „Museum der Träume“